# The End is Nigh
The End Is Nigh ist ein Plattform-Adventure-Videospiel, das von Edmund McMillen und Tyler Glaiel entwickelt wurde. Das Spiel wurde von Edmund McMillen veröffentlicht und ist für verschiedene Plattformen wie Windows, macOS, Nintendo Switch, PlayStation 4 und Xbox One erhältlich. Es wurde erstmals am 12. Juli 2017 für Windows und MacOS veröffentlicht.

## Handlung
In The End Is Nigh übernimmt der Spieler die Rolle von Ash, einer schwarzen Schleimkreatur, die in einer postapokalyptischen Welt voller Gefahren und Herausforderungen überleben muss. Ash ist einer der wenigen Überlebenden einer globalen Katastrophe, die die Welt verwüstet hat. Ziel des Spiels ist es, Ash dabei zu helfen, in dieser zerstörten Welt zu überleben und neue Freundschaften zu schließen.

## Gameplay
Das Gameplay von The End Is Nigh ist stark von Plattform-Elementen geprägt. Der Spieler navigiert Ash durch eine Reihe von Leveln, die mit Hindernissen, Fallen und Feinden gefüllt sind. Das Spiel bietet eine Vielzahl von Herausforderungen und Rätseln, die gelöst werden müssen, um voranzukommen. Ash kann verschiedene Fähigkeiten erwerben, um seine Überlebenschancen zu verbessern und neue Bereiche der Welt zu erkunden.
Das Spiel bietet eine düstere und atmosphärische Spielwelt mit handgezeichneten Grafiken und einer melancholischen Soundkulisse. Es enthält auch eine Vielzahl von Geheimnissen, versteckten Bereichen und Sammelobjekten, die entdeckt werden können.

## Rezeption
The End Is Nigh erhielt überwiegend positive Bewertungen von Kritikern. Das Spiel wurde für sein anspruchsvolles Gameplay, die kreative Levelgestaltung und die Atmosphäre gelobt. Die Grafik und der Soundtrack wurden ebenfalls positiv hervorgehoben. Einige Kritiker bemerkten jedoch, dass das Spiel eine hohe Schwierigkeitsstufe aufweist, die für manche Spieler frustrierend sein kann. Patrick Klepek von Vice lobte die Herausforderung des Spiels und seinen Schwerpunkt auf Erkundung.